# Jüdischer Friedhof (Bischheim)

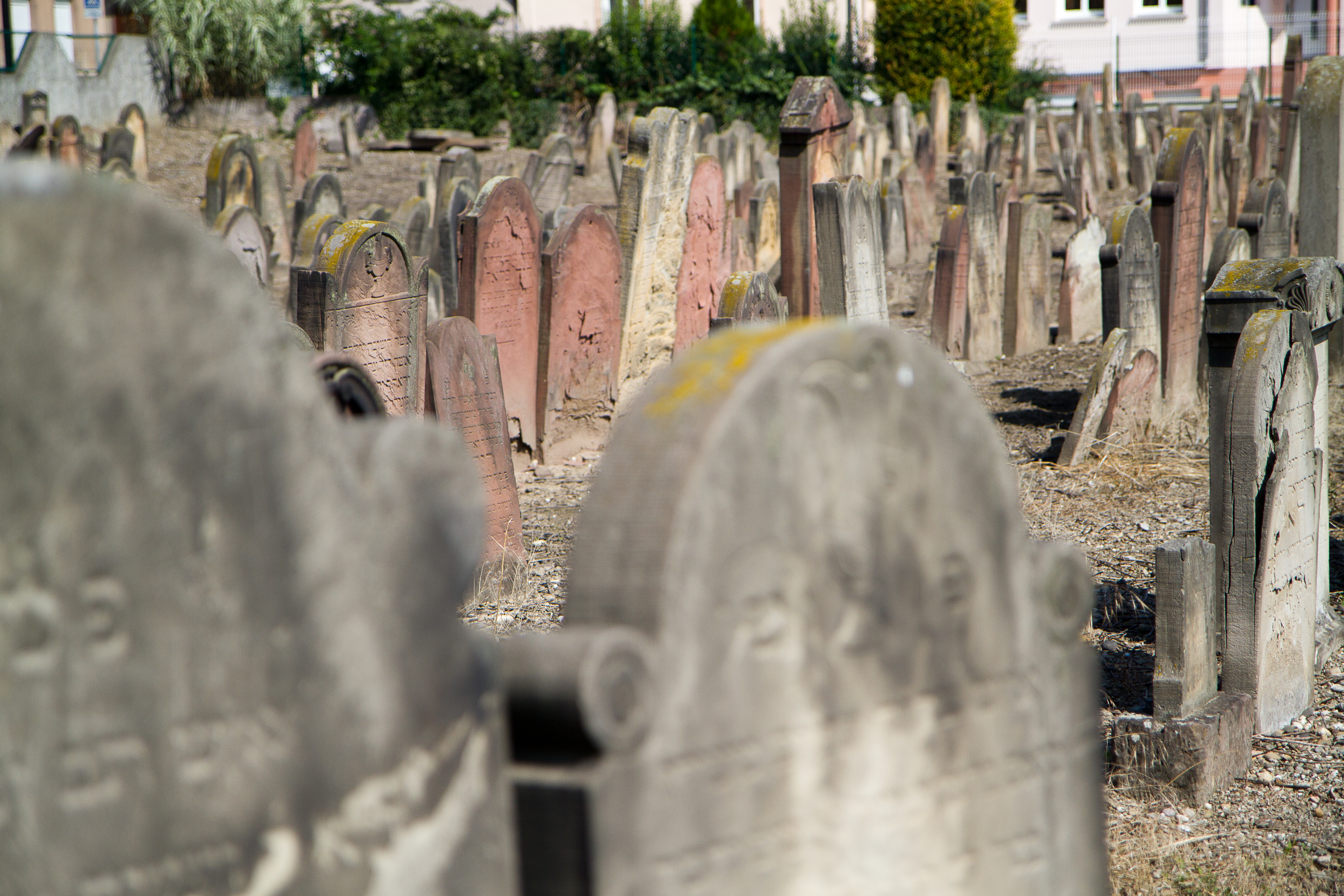
Jüdischer Friedhof in Bischheim

Der Jüdische Friedhof in Bischheim, einer französischen Stadt in der Region Grand Est im Département Bas-Rhin, wurde 1797 angelegt. Der jüdische Friedhof liegt zwischen der Rue Nationale und der Rue des Saules.
Die Toten der jüdischen Gemeinde Bischheim wurden zunächst auf den jüdischen Friedhöfen in Ettendorf und Rosenwiller beigesetzt. Der Friedhof wurde mehrmals erweitert, er wird auch heute noch belegt.